# Stärker als Ketten
Stärker als Ketten (Originaltitel: Carbine Williams) ist ein US-amerikanisches Filmdrama aus dem Jahr 1952 von Richard Thorpe mit James Stewart und Jean Hagen in den Hauptrollen. Der Film wurde von Metro-Goldwyn-Mayer produziert und von dem Artikel The Most Unforgettable Character I’ve Met von Captain H. T. Peoples inspiriert. Er erzählt die Geschichte des Waffenentwicklers David Marshall Williams (1900–1975).

## Handlung
Während einer Geschäftsreise zur Winchester Repeating Arms Company in New Haven (Connecticut) wird der herausragende Waffendesigner Marsh Williams von seiner Frau Maggie dringend nach Hause nach North Carolina gerufen. Dort angekommen erfährt Marsh, dass sein junger Sohn David in der Schule Opfer bösartiger Klatschgeschichten geworden ist, die sich gegen Marsh richteten. Um David die Situation zu erklären, wendet sich Marsh an seinen alten Freund Captain H. T. Peoples, den Direktor des Staatsgefängnis von North Carolina. Marsh fährt David zum Gefängnis, um Peoples zu treffen. Dort erklärt der Captain, dass Marsh wegen Mordes verurteilt wurde, und erzählt die Geschichte seiner Inhaftierung.
Als Junge verlässt Marsh spontan die Schule, um zur Marine zu gehen. Nach einigen Zwischenfällen wird Marsh entlassen und kehrt nach Hause zurück, um Maggie, seine Jugendliebe, zu heiraten. Als er seinen strengen Vater Claude um seinen Anteil an der Familienfarm bittet, erklärt Claude, dass Marsh zwei Jahre lang arbeiten müsse, um zu beweisen, dass er das Land verdiene. Ungeduldig verzichtet Marsh auf seinen Anspruch auf das Eigentum und nimmt einen Job als Gleisleger an, damit er sich die Heirat mit Maggie leisten kann. Um sein dürftiges Einkommen aufzubessern, baut Marsh mit seinen Schwarzbrennerkollegen Redwick Karson und Sam Markley eine Brennerei. Als einer der örtlichen Schwarzbrenner vom Zollbeamten Jesse Rimmer getötet wird, warnt Marsh Rimmer, sich von ihm fernzuhalten. Marsh baut sein Geschäft weiter aus und erzählt Maggie, dass sein neu gewonnener Wohlstand seiner harten Arbeit bei der Eisenbahn zu verdanken sei, bis eines Tages eine Destille explodiert und er schwere Verbrühungen erleidet. Als Maggie erfährt, dass Marsh sie angelogen hat, droht sie, ihn zu verlassen, wenn er nicht mit dem Schwarzbrennen aufhört.
Kurz darauf kommen Steuerbeamte zur Brennerei, um Marsh festzunehmen, was zu einer Schießerei zwischen den Schwarzbrennern und den Beamten führt. Marsh flieht in den Wald. Maggie findet ihn in seinem Versteck und informiert ihn, dass Rimmer bei der Schießerei getötet wurde. Als Maggie schwört, Marsh beizustehen, stellt er sich und wird wegen Mordes an dem Beamten festgenommen, obwohl mehrere andere Männer an der tödlichen Schießerei beteiligt waren. Nachdem sich die Jury nicht auf ein Urteil einigen kann, verlangt Claude einen zweiten Prozess für seinen Sohn. Marsh wird eine reduzierte Anklage wegen Mordes zweiten Grades angeboten, die er annimmt. Er wird zu 30 Jahren Zwangsarbeit verurteilt. Verbittert weigert sich Marsh, mit seiner Familie zu kommunizieren.
Eines Tages stechen mehrere Gefangene im Gefängnishof einen Informanten nieder. Obwohl Marsh sich weigert, an dem Angriff teilzunehmen, wird er dazu verurteilt, mit den anderen in der Sträflingskolonne zu arbeiten. Nachdem er seine Zeit in der brutalen Sträflingskolonne abgesessen hat, wird Marsh auf die Caledonia Prison Farm verlegt, wo er Captain Peoples, den dortigen Direktor, trifft. Obwohl Maggie Marsh regelmäßig schreibt, wirft er ihre Briefe weg, ohne sie zu lesen. Maggie beschwert sich beim Direktor über die mangelnde Reaktion ihres Mannes. Peoples ruft Marsh in sein Büro und befiehlt ihm, auf die Briefe seiner Frau zu antworten, aber Marsh stellt seine Autorität mürrisch in Frage. Als während der Feldarbeit eine aufgestörte Klapperschlange zubeißen will, schnappt sich Marsh die Waffe des Direktors und erschießt das giftige Reptil. Marsh gibt die Waffe freiwillig zurück, was ihm den Respekt des Direktors einbringt. Kurz darauf erkrankt Dutch Kruger, einer von Marshs Zellengenossen, an einem schweren Malariaanfall. Marsh bleibt zurück, um sich um ihn zu kümmern, und wird von Peoples für sein Zuspätkommen zum Abendessen bestraft und zu Einzelhaft verhaftet, bis er die Autorität des Gefängnisdirektors anerkennt. Marsh hält trotzig 30 Tage durch, bis der Gefängnisarzt seine Freilassung genehmigt. Der Direktor ruft Marsh in sein Büro und sagt ihm, dass Maggie draußen wartet, um ihn zu sehen.
Nachdem Peoples Marsh 24 Stunden Urlaub gewährt, den er mit seiner Frau verbringen kann, beginnt Marsh, den Gefängnisdirektor zu respektieren. Bei einem Picknick mit ihrem Mann bekräftigt Maggie ihre Liebe und sagt Marsh, dass sie sein Kind haben möchte. Als Marsh pünktlich ins Gefängnis zurückkehrt, kommt der Direktor seiner Bitte nach, in der Schmiede zu arbeiten. Marsh beginnt, den Entwurf für ein Gewehr zu skizzieren, das er sich während seiner langen Tage in Einzelhaft ausgedacht hat. Peoples erlaubt ihm widerwillig, seine Zeichnung fortzusetzen. Im Geheimen baut Marsh seine Waffe in der Gefängniswerkstatt. Eines Tages versuchen Dutch und ein anderer Häftling, sie zu stehlen, um sie bei einem Gefängnisausbruch zu verwenden. Obwohl Marsh ihnen erfolgreich Widerstand leistet, ist der Direktor wütend, dass Marsh die Waffe tatsächlich gebaut hat. Als Marsh jedoch sein revolutionäres Design für ein neues, leichtes automatisches Gewehr erklärt, ist Peoples beeindruckt und erlaubt ihm, weiter an der Waffe zu arbeiten. Er schreibt Maggie, dass Marshs Entschlossenheit ihn verändert hat.
Marsh wird zu einem Musterhäftling und hat sechs Jahre später endlich sein Gewehr perfektioniert. Als die Schlagzeilen der Zeitungen die Geschichte eines verurteilten Mörders verbreiten, der im Gefängnis Waffen baut, werden Captain Peoples und Marsh vor das Gefängnisgremium geladen, um sich zu verteidigen. Der Direktor verteidigt Marshs Recht, seine Waffe zu testen, und bietet an, die Strafe des Verurteilten zu verbüßen, wenn er zu fliehen versucht. Beeindruckt erteilt das Gremium die Erlaubnis. Nach dem erfolgreichen Test wird Marsh von Winchester ein Vertrag angeboten. Einige Monate später wird Marsh mit der Unterstützung seines Vaters und des Direktors vom Gouverneur begnadigt.
Nachdem seine Geschichte zu Ende ist, kehrt Peoples in die Gegenwart zurück und kommt zu dem Schluss, dass Marshs Entwürfe das automatische Gewehr revolutioniert haben, eine Waffe, die den USA geholfen hat, den Krieg zu gewinnen. Mit neuem Respekt rennt David in die Arme seines Vaters.

## Hintergrund
Gedreht wurde der Film von Anfang Dezember 1951 bis zum 15. Januar 1952 in den MGM-Studios in Culver City.
Der Film endet mit der folgenden schriftlichen Anerkennung: „Metro-Goldwyn-Mayer dankt den Gefängnisbehörden von North Carolina für ihre Zusammenarbeit und möchte erklären, dass sich das heutige Strafvollzugssystem in North Carolina im Vergleich zu den im Film dargestellten Bedingungen unermesslich verbessert hat.“
Cedric Gibbons und Eddie Imazu oblag die künstlerische Leitung. Ralph S. Hurst und Edwin B. Willis waren für das Szenenbild zuständig, Walter Plunkett für die Kostüme, William Tuttle und John Truwe für das Maskenbild. Verantwortlicher Toningenieur war Douglas Shearer. A. Arnold Gillespie und Warren Newcombe schufen die Spezialeffekte. Robert Franklyn und Johnny Green leiteten das Orchester.

## Synchronisation
| Rolle               | Schauspieler     | Deutscher Synchronsprecher |
| ------------------- | ---------------- | -------------------------- |
| Marsh Williams      | James Stewart    | Hans Nielsen               |
| Maggie Williams     | Jean Hagen       | Gisela Trowe               |
| Cpt. Peoples        | Wendell Corey    | Ernst Schröder             |
| Claude Williams     | Carl Benton Reid | Wolf Martini               |
| Redwick Karson      | Rhys Williams    | Paul Esser                 |
| Leon Williams       | James Arness     | Harald Juhnke              |
| Bezirksstaatsanwalt | Fay Roope        | Walter Altenkirch          |
| Sheriff             | Howard Petrie    | Heinz Giese                |
| Jesse Rimmer        | Dan Riss         | Manfred Meurer             |
| Joseph Mitchell     | Willis Bouchey   | Kurt Vespermann            |
| Sekretärin          | Margaret Brayton | Lilli Schoenborn           |
| Bailiff             | Ken Christy      | Erich Poremski             |
| Richter Lane        | Jonathan Hale    | Walter Werner              |
| Mr. Swanson         | Emmett Vogan     | Walter Altenkirch          |

Anmerkung: Die kursiv geschriebenen Namen sind Rollen und Darsteller, die nicht im Abspann erwähnt wurden.

## Veröffentlichung
Die Premiere des Films fand am 24. April 1952 in Fayetteville (North Carolina) statt. In der Bundesrepublik Deutschland kam er am 27. Januar 1953 in die Kinos, in Österreich im April 1953.

## Kritiken
Der Filmkritiken-Aggregator Rotten Tomatoes hat in einer Auswertung von über 250 User-Kritiken ein Publikumsergebnis von 54 Prozent positiver Bewertungen ermittelt.
Bosley Crowther von der The New York Times äußerte sich zurückhaltend. Er befand, eine etwas verwirrende Kombination persönlicher Eigenschaften, von denen einige vorbildlich und einige unheilvoll und grob sind, seien für fast ausschließliche Bewunderung arrangiert worden. Da dies als die Geschichte von Marsh Williams präsentiert werde, dem fabelhaften Mann, der das moderne Karabinergewehr der Armee erfand, und da James Stewart die Titelrolle in seiner üblichen, hageren und ernsten Art spielt, werde ein gewisses Maß an Gefühl geweckt, das bei sorgfältiger Analyse der Elemente möglicherweise nicht ganz gerechtfertigt sei.
Der Kritiker des TV Guide zeigte sich dagegen begeistert. Die unkomplizierte Geschichte werde ausschließlich aus Stewarts Sicht erzählt, und der Star liefere eine fesselnde, intensive Darstellung, indem er den echten, knallharten Bergmenschen so überzeugend darstelle, dass sein Schicksal durch und durch sympathisch wirke. Thorpes Regie sei präzise und Mellors Kamera nie untätig.
Das Lexikon des internationalen Films schrieb: „Überzeugender als die genreüblichen Gefängnisszenen sind die (biographisch verbürgten) menschlichen und familiären Konflikte eines labilen Mannes. Ernsthafte Unterhaltung mit ausgezeichneten Schauspielern.“